# David Casinos
David Casinos Sierra (Valencia, 15 de febrero de 1972) es un deportista español que compitió en atletismo adaptado. Ganó cinco medallas en los Juegos Paralímpicos de Verano entre los años 2000 y 2016.

## Palmarés internacional
| Juegos Paralímpicos | Juegos Paralímpicos     | Juegos Paralímpicos | Juegos Paralímpicos |
| Año                 | Lugar                   | Medalla             | Prueba              |
| ------------------- | ----------------------- | ------------------- | ------------------- |
| 2000                | Sídney (Australia)      | Medalla de oro      | Peso F11            |
| 2004                | Atenas (Grecia)         | Medalla de oro      | Peso F11            |
| 2008                | Pekín (China)           | Medalla de oro      | Peso F11/12         |
| 2012                | Londres (Reino Unido)   | Medalla de oro      | Disco F11           |
| 2016                | Río de Janeiro (Brasil) | Medalla de bronce   | Disco F11           |